# Chiesa di San Giovanni Battista (Stezzano)
La chiesa di San Giovanni Battista è la parrocchiale di Stezzano, in provincia e diocesi di Bergamo; fa parte del vicariato di Dalmine-Stezzano.

## Storia
Già dal 1012 è menzionata a Stezzano la presenza d'una chiesa, la quale era dedicata a San Pietro. La parrocchia di Stezzano fu eretta nel 1250 e, da documenti dello stesso periodo, s'apprende che la chiesa aveva il doppio titolo di San Pietro e San Giovanni Battista e che era compresa nel vicariato di Lallio. La prima pietra dell'attuale parrocchiale venne posta nel 1688 e l'edificio fu aperto al culto nel 1703. Nel 1723 furono collocate le statue nelle loro nicchie della facciata e, nel 1730, venne realizzata la finestra maggiore della stessa. La consacrazione della chiesa fu impartita nel 1863 dal vescovo di Bergamo Pier Luigi Speranza. Nel 1935 la sede della vicaria di Lallio venne spostata a Stezzano e la forania fu contestualmente ridenominata. Questo vicariato, che, dal 1957 comprendeva le parrocchie di Stezzano, Albegno, Azzano, Curnasco, Lallio, Roncola di Treviolo, Treviolo e Zanica, venne soppresso il 28 giugno 1971 con decreto del vescovo Clemente Gaddi ed aggregato alla neo-costituita zona pastorale X. La chiesa passò il 27 maggio 1979 al nuovo vicariato di Dalmine-Stezzano.
Dal 2019 al 2020 l'esterno della chiesa è soggetto ad una importante opera di restauro.

## Descrizione

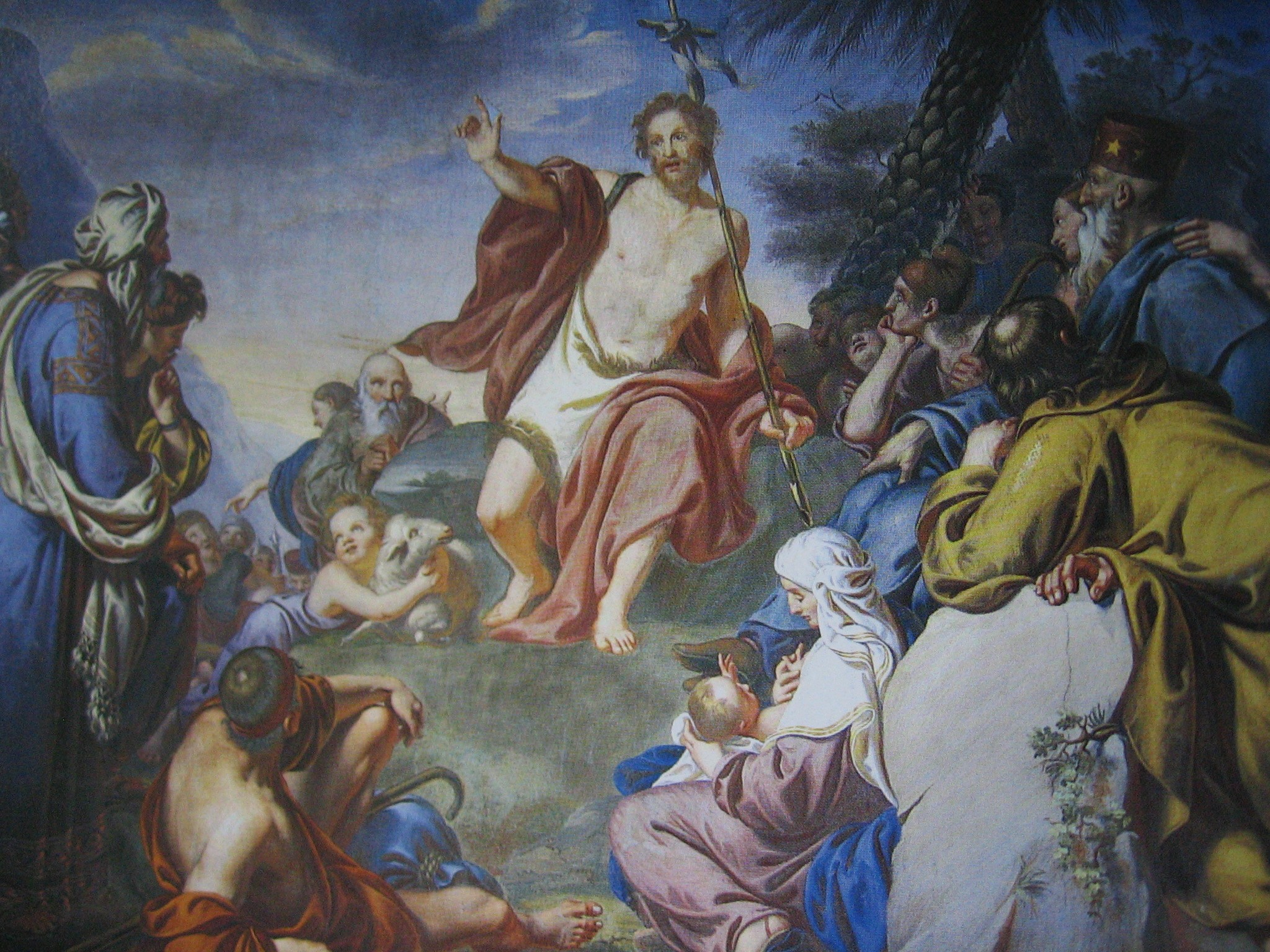
"Predicazione di San Giovanni Battista" (1843)

Al suo interno si possono trovare opere di grande spessore artistico, tra cui un San Pietro in Gloria, e le Storie di San Giovanni Battista, eseguite da Enrico Scuri, la Decollazione di San Giovanni Battista di Giuseppe Diotti, il Battesimo di Gesù di Domenico Carpinoni, la Circoncisione di Gesù di Francesco Zucco, Elia rapito sul carro di fuoco e Il Risorto di Antonio Cifrondi, la Madonna con Gesù bambino assieme ai santi Giovanni Battista e Pietro di Nicola Melanconico.
Notevoli sono il coro del 1703 in noce intagliata di Giovan Battista Caniana, l'altare maggiore con sculture di Pompeo Marchesi, la sacrestia con affreschi di Giulio Quaglio e l'armadio del 1708 in noce intagliato di Giovan Battista Caniana e della figlia Caterina. Le statue che ornano la facciata sono di Pier Paolo Pirovano, realizzate tra il 1726 e il 1730.

## Campanile

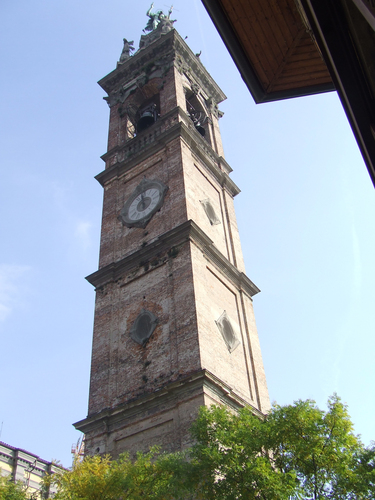
Campanile

Il campanile della parrocchiale, ubicato a fianco alla chiesa è stato edificato tra il 1737 e il 1764 sulle fondamenta di una preesistente torre di avvistamento dell'antico castello di Stezzano. Il campanile sormontato da una statua di San Giovanni Battista ricoperta in rame, opera di Anton Maria Pirovano del 1767, è alto 68,60 m più la statua alta 6,50 m per un totale di 75,10 m ponendolo tra gli edifici più alti della provincia di Bergamo e tra le torri campanarie in mattoni e pietra più alte d'Italia, esso ospita 8 campane in la2 grave calante fuse dalla ditta Ottolina di Bergamo nel 1953. Da notare che la statua del santo patrono gira in base al vento, indicando solitamente città alta quando una perturbazione si sta avvicinando. Nel 2017 è stato oggetto ad una importante opera di restauro che ne va a risaltare le caratteristiche originarie, come i cornicioni, gli angeli musicanti, e l'orologio in marmo bianco, oltre alla pulizia della statua di San Giovanni e del suo agnello.